# Felsőszentiván
Felsőszentiván is een plaats (község) en gemeente in het Hongaarse comitaat Bács-Kiskun. Felsőszentiván telt 2048 inwoners (2005).